# Fiebrigella baliola
Fiebrigella baliola är en tvåvingeart som beskrevs av Collin 1946. Fiebrigella baliola ingår i släktet Fiebrigella och familjen fritflugor. Inga underarter finns listade i Catalogue of Life.